# CANDY SMILE
「CANDY SMILE」（キャンディー・スマイル）は、e-girls名義で発表された、E-girlsの5作目のシングル曲。2013年3月13日発売。

## 概要
「CD+DVD」「CD」「ワンコインCD（mu-moショップ、LDHモバイルショップ、ライブ&イベント会場限定盤）」の3形態で発売。
表題曲はE-girlsのメンバーが出演するCM・UHA味覚糖「e-maのど飴」のCMソングに使用されており、今作は、グループ名の先頭文字に「E」ではなく、「e」を用い、「e-girls」名義として、リリースされた。
2013年4月以降、『青山ワンセグ開発』（NHK）の冒頭部で流れるようになっている。

## 参加メンバー
- Dream：Shizuka・Ami
- Happiness：SAYAKA・KAEDE・KAREN
- Flower：水野・藤井・鷲尾・佐藤
- 石井・須田・生田

## 収録曲
CD
1. CANDY SMILE [4:12]
作詞：岡田マリア・Litz、作曲・編曲：CLARABELL
  - ボーカルはDreamのShizuka・Ami、HappinessのKAREN、Flowerの鷲尾伶菜。
  - UHA味覚糖「e-maのど飴」CMソング[4]
  - ABC-MART「VANSダンスシューズ」ダンス篇CMソング[5][6]
2. love letter [5:04]
作詞：Jam9、作曲：Jam9・ArmySlick、編曲：ArmySlick
  - ボーカルはDreamのShizuka・Aya、Flowerの武藤千春、Happinessの川本璃。
3. CANDY SMILE (Instrumental) [4:10]
4. love letter (Instrumental) [5:02]

DVD
1. CANDY SMILE (Video Clip)
2. CANDY SMILE (Making Clip)